# 金斯頓 (新澤西州)
金斯頓（英語：Kingston）是位於美國新澤西州米德爾塞克斯縣及薩默塞特縣的普查規定居民點。

## 人口
根據2020年美國人口普查的數據，金斯頓的面積為5.03平方千米，當中陸地面積為4.85平方千米，而水域面積為0.18平方千米。當地共有人口1581人，而人口密度為每平方千米314.31人。